# Кармен (фильм Чаплина)

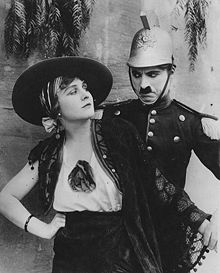
Кадр из фильма «Кармен». Дон Хозьери (Чарли Чаплин) и Кармен (Эдна Пёрвиэнс)

«Кармен» (англ. Carmen, другие названия — Burlesque on Carmen / A Burlesque on Carmen / Charlie Chaplin’s Burlesque on Carmen) — короткометражный фильм Чарли Чаплина, выпущенный 18 декабря 1915 года. Расширенная версия фильма появилась 22 апреля 1916 года.

## Сюжет
В испанском городе действует офицерский полк, который зорко следит за тем, чтобы в город не проникала контрабанда. Главарь контрабандистов Лильяс Пастья, после неудачной попытки подкупить офицера Дарна Хозьери, просит молодую цыганку Кармен помочь ему. Та соглашается и флиртует с Дарном Хозьери. Тот влюбляется в неё, но даже и не подозревает, что она лишь «влюблена» в него из корыстных целей.
Как оказывается, вольнолюбивая цыганка соблазняет не только его, а ещё тореадора Эскамильо и офицера охраны Моралеса. Находясь в цыганском притоне, Дарн Хозьери и Моралес борются на саблях, Кармен подзуживает Дарна Хозьери. Дарн Хозьери убивает Моралеса (в расширенной версии он выживает), после чего Кармен со смехом бросает его в притоне, который вот-вот захватит охрана, и уезжает вместе с Эскамильо в Севилью. Согрешивший Дарн Хозьери, не желая попадаться охране, отправляется за ней.
В Севилье разбогатевшие Эскамильо и Кармен готовятся к свадьбе. Там же оказывается и Дарн Хозьери, ставший Бродягой. Он подкарауливает Кармен, говорит ей о своей любви и требует вернуться к нему. Кармен отказывает, после чего Дарн Хозьери кинжалом убивает её, а затем и себя. Приходит Эскамильо. Обомлев, он пытается разобраться, но тут неожиданно Дарн Хозьери отталкивает его ногой, а затем вместе с Кармен встаёт и демонстрирует бутафорский кинжал. Они смеются.

## Интересные факты
- Фильм представляет собой вольную интерпретацию известной одноимённой новеллы Проспера Мериме, а также пародию на оперу по её мотивам и на фильм Сесиля Демилля, вышедший в том же 1915 году и отличавшийся театральностью, помпезностью и пышностью декораций.
- После того, как Чаплин расстался с фирмой «Эссеней», фильм был перемонтирован с двух частей до четырёх — без согласия на это Чаплина. Перемонтажем занимался Лео Уайт, он же доснял новые эпизоды. Попытка Чаплина помешать выпуску этой версии фильма на экран через суд не увенчалась успехом.[1]

## В ролях
- Чарльз Чаплин — дон Хозьери
- Эдна Пёрвиэнс — Кармен
- Бен Тёрпин — дон Ремендадо, контрабандист[2]
- Джон Хендерсон — Лильяс Пастья, главарь контрабандистов
- Лео Уайт — Моралес, офицер охраны
- Джон Рэнд — Эскамильо, тореадор
- Мэй Уайт — Фраскита, цыганка
- Бад Джемисон — солдат
- Уэсли Рагглз — бродяга[2]
- Фред Гудвинс — цыган